# Гриббон, Гарри
Гарри Гриббон (англ. Harry Gribbon; 9 июня 1885 — 28 июля 1961) — американский киноактер. Он снимался в 144 фильмах между 1915 и 1938.
Гарри Гриббон родился 9 июня 1885 в Нью-Йорке, как Гарри Питер Гриббон. Был женат на Мэй Эмори. Брат актёра Эдди Гриббона Работал на малоизвестной L-KO Kompany, а также с Маком Сеннетом. Многие из его фильмов этой эпохи были утеряны. Гриббон умер 28 июля 1961 в Лос-Анджелесе, Калифорния, похоронен на кладбище Святого креста (Калвер-Сити).

## Избранная фильмография
- 1915 — Фэтти и Мейбл на выставке в Сан-Диего / Fatty and Mabel at the San Diego Exposition
- 1915 — Мейбл, Фэтти и закон / Mabel, Fatty and the Law
- 1915 — Фэтти и Бродвейские звезды / Fatty and the Broadway Stars
- 1915 — Их социальный всплеск / Their Social Splash
- 1916 — Ребёнок общества / A Social Cub
- 1916 — Порыв мужества / A Dash of Courage
- 1918 — Король с кухни / The King of the Kitchen
- 1920 — Внизу на ферме / Down on the Farm
- 1921 — Кумир публики / A Small Town Idol
- 1928 — Роза-Мария / Rose-Marie
- 1928 — Кинооператор / The Cameraman
- 1928 — Люди искусства / Show People
- 1929 — Волна империи / Tide of Empire
- 1929 — Жужжание пчел / The Bees' Buzz
- 1929 — На шоу / On with the Show
- 1929 — Таинственный остров / The Mysterious Island
- 1929 — Так долго Летти / So Long Letty
- 1932 — Оседлай его ковбой / Ride Him, Cowboy
- 1934 — Художественная неприятность / Art Trouble
- 1938 — Деньги на вашу жизнь / Money on Your Life